# كودوني
كودوني (بالإيطالية: Codognè)‏ هي بلدية في مقاطعة تريفيزو بمنطقة فنيتة، شمال إيطاليا. تقع على بعد 50 كيلومترًا (31 ميلًا) شمال مدينة البندقية، و25 كيلومترًا (16 ميلًا) شمال شرق تريفيزو.